# Computació de reservori
La computació de reservori és un marc de càlcul derivat de la teoria de xarxes neuronals recurrents que mapeja els senyals d'entrada a espais computacionals de dimensions superiors mitjançant la dinàmica d'un sistema fix i no lineal anomenat dipòsit. Després d'introduir el senyal d'entrada al dipòsit, que es tracta com una "caixa negra", s'entrena un mecanisme de lectura senzill per llegir l'estat del dipòsit i assignar-lo a la sortida desitjada. El primer avantatge clau d'aquest marc és que l'entrenament es realitza només en l'etapa de lectura, ja que la dinàmica del dipòsit és fixa. La segona és que la potència computacional dels sistemes disponibles de manera natural, tant la mecànica clàssica com la mecànica quàntica, es pot utilitzar per reduir el cost computacional efectiu.

## Història
El concepte de computació de reservori prové de l'ús de connexions recursives dins de xarxes neuronals per crear un sistema dinàmic complex. És una generalització d'arquitectures de xarxes neuronals anteriors, com ara xarxes neuronals recurrents, màquines d'estat líquid i xarxes d'estat d'eco. La computació de jaciments també s'estén als sistemes físics que no són xarxes en el sentit clàssic, sinó sistemes continus en l'espai i/o el temps: per exemple, un "cub d'aigua" literal pot servir com un dipòsit que realitza càlculs sobre les entrades donades com a pertorbacions de la superfície. Es va trobar que la complexitat resultant d'aquestes xarxes neuronals recurrents era útil per resoldre una varietat de problemes, com ara el processament del llenguatge i el modelatge de sistemes dinàmics. Tanmateix, l'entrenament de xarxes neuronals recurrents és un repte i costos computacionalment. La informàtica del dipòsit redueix aquests reptes relacionats amb l'entrenament fixant la dinàmica del dipòsit i només entrenant la capa de sortida lineal.
Una gran varietat de sistemes dinàmics no lineals poden servir com a dipòsit que realitza càlculs. En els últims anys, els làsers semiconductors han atret un interès considerable, ja que la computació pot ser ràpida i eficient energèticament en comparació amb els components elèctrics.
Els avenços recents tant en IA com en teoria de la informació quàntica han donat lloc al concepte de xarxes neuronals quàntiques. Aquests són prometedors en el processament d'informació quàntica, que és un repte per a les xarxes clàssiques, però també poden trobar aplicació per resoldre problemes clàssics. El 2018, es va demostrar una realització física d'una arquitectura de computació de dipòsit quàntic en forma d'espins nuclears dins d'un sòlid molecular. No obstant això, els experiments d'espin nuclear a no van demostrar la computació quàntica de dipòsits per se, ja que no implicaven el processament de dades seqüencials. Més aviat, les dades eren entrades vectorials, la qual cosa fa que això sigui més precisament una demostració de la implementació quàntica d'un algorisme aleatori de la pica de cuina (també s'anomena màquines d'aprenentatge extrem en algunes comunitats). El 2019, es va proposar una altra possible implementació de processadors de dipòsits quàntics en forma de gelosies fermiòniques bidimensionals. El 2020, es va proposar i demostrar la realització de la computació de reservori en ordinadors quàntics basats en portes en ordinadors quàntics superconductors d'IBM basats en núvols a curt termini.
Els ordinadors de dipòsits s'han utilitzat per a l'anàlisi de sèries temporals. En particular, alguns dels seus usos impliquen predicció caòtica de sèries temporals, separació de senyals caòtics, i inferència d'enllaços de xarxes a partir de la seva dinàmica.

## Informàtica quàntica de dipòsits
La computació de dipòsits quàntics pot utilitzar la naturalesa no lineal de les interaccions o processos mecànics quàntics per formar els dipòsits no lineals característics però també es pot fer amb dipòsits lineals quan la injecció de l'entrada al dipòsit crea la no linealitat. El matrimoni de l'aprenentatge automàtic i els dispositius quàntics està donant lloc a l'aparició de la informàtica neuromòrfica quàntica com a nova àrea de recerca.